# 성찬기도
성찬기도(Eucharistic Prayer)는 성만찬때 집전자가 예수의 거룩한 몸과 피를 뜻하는 면병과 포도주를 축성하는 기도를 말한다. 성공회 감사성찬례에서는 '마음을 드높이'(Sursum Corda)부터 송영(Doxology)까지가 성찬기도에 해당한다.

## 성찬기도 내용
- 감사송: 예수가 성 목요일에 성만찬을 제정할때, 빵과 포도주를 들어 성부께 감사드린 모범에서 유래한다. 하느님께 감사함이 마땅하고 옳은 일임을 고백하고, 예수 그리스도를 통하여 성부께 감사와 찬양을 드린다.
- 거룩하시다: 하느님을 찬미하고, 하느님 나라의 왕이신 그리스도를 환영하는 의식(Ritual)이다.
- 축성기도: 예수의 몸과 피를 뜻하는 면병과 포도주가 거룩해지기를 기원하는 기도이다. 축성기도는 크게 다섯 가지 기도로 구분된다.
  - 성령청원기도(에피클레시스): 하느님께서 성령을 보내주시기를 바라는 기도와 말씀으로 구성되어 있다.
  - 제정말씀: 예수의 성만찬 제정말씀(마르코 복음서 14:22-25)
  - 기념말씀: 예수의 수난, 부활, 승천을 기억하는 기념말씀(헬라어로 아남네시스)
  - 모든 그리스도 교회를 위한 대도:성만찬을 드리는 모든 그리스도 교회들이 성만찬을 통해 전달되는 하느님의 은혜를 얻도록 기도.
- 송영(Doxology):  성 삼위일체 하느님께 찬양과 영광을 드리는 기도.

## 성찬기도 양식

### 안티오키아 전례

#### 비잔티움
비잔티움 전례에는 총 세 가지 성찬기도가 있다.
- 성 요한 크리소스토모스 아나포라
- 성 대 바실리오스 아나포라
- 성 야고보 아나포라

집전자: "우리 주 예수 그리스도의 은총과 하느님 아버지의 사랑과 성령의 친교가 여러분 모두와 함께 있으리이다."
성가대: "또한 사제에게도."
사제: "마음을 드높입시다."
성가대: "우리 마음, 주님 향해 드높이나이다."
사제: "주님께 감사드립시다."
성가대: "감사드림이 당연하고 마땅하나이다."

### 성공회 전례

#### 1965년판 성공회 공동기도문 성찬기도 제1양식
- 집전자:주께서 여러분과 함께
- 청중:또한 사제와 함께 하소서
- 집전자:마음을 드높이(Sursum Corda)
- 청중:주를 향해
- 집전자:우리 주 하느님께 감사합시다.
- 청중:마땅하고 옳은 일입니다.
- 집전자:우리 주 하느님께 감사합시다.
- 청중:마땅하고 옳은 일입니다.
- 집전자:전능하신 하느님.우리 주 예수 그리스도를 통하여 아버지께 언제나 어디서나 감사를 드림은 참으로 옳은 일이며, 우리의 마땅한 본분이로소이다.(특송이 있으면 한다.)그러므로 우리는 하늘의 모든 천사와 성도들과 함께 주의 이름을 받들어 끝없이 찬미하나이다.
- 청중:거룩하시다. 거룩하시다. 거룩하시도다. 만군의 주, 하느님!하늘과 땅에 가득한 그 영광! 높은데에 호산나. 주의 이름으로 오시는 이여. 찬미받으소서.높은데에 호산나!

(성찬기도는 세 가지 양식중에 집전사제가 한 가지를 택한다.)
- 제1양식
- 거룩하신 아버지. 에수 그리스도를 통하여 우리의 기도를 들으시고, 우리의 감사제를 받으시며, 성신의 능력으로 예수 그리스도가 말씀하신 그 거룩한 신비가(십자를 그음)이루어지게 하소서. 그리스도는 아버지의 뜻에 기꺼이 복종하여, 수난하신 전날 밤에 빵을 들어(이때 빵을 집음)성부께 감사의 기도를 드리신 다음, 빵을 떼시고 제자들에게 나누어주시며 말씀하셨나이다.

받아먹으라 이것은 너희를 위하여 주는 내 몸이니, 나를 기념하여 이 예를 행하라.

또 식후에 잔을 드시고,(이때 성작을 집음)감사의 기도를 드리신다음, 그들에게 주시며 말씀하셨나이다.
너희는 모두 이 잔을 받아 마시라.이것은 죄를 용서해주려고, 너희와 많은 사람들을 위하여 내가 흘리는 계약의 피이니, 마실 때마다 나를 기억하여 이 예를 행하라.

- 집전자:우리는 신앙의 신비를 선포합니다.
- 교우들과 함께
- 그리스도는 죽으셨고, 그리스도는 부활하셨고, 그리스도는 다시 오십니다.
- 집전자:그러므로 우리는 예수 그리스도의 수난하심과 부활하심과 승천하심을 기억하며, 또한 그리스도께서 영광중에 다시 오심을 바라보며, 이 빵과 이 잔을 주의 완전한 제물로 드리나이다. 아버지 천주여, 이 제사를 받으시고 이 성사를 받는 모든 신자들을 성신의 이름으로 함으로써 예수 그리스도와 한 몸이 되게 하소서.전능하신 아버지 천주는 그리스도를 통하여, 그리스도와 함께 그리스도안에서 성령과 한가지로 온갖 영예와 영광을 세세무궁토록 받으시나이다.

#### 2004년 개정판 성공회 기도서의 성찬기도 제1양식
- 성찬기도 1양식
- 집전자:주께서 여러분과 함께
- 청중:또한 사제와 함께 하소서.
- 집전자:마음을 드높이
- 청중:주님께 올립니다.
- 집전자:우리 주 하느님께 감사합시다.
- 청중:마땅하고 옳은 일입니다.
- 집전자:전능하신 하느님, 우리 주 예수 그리스도를 통하여 아버지께 언제 어디서나 감사와 찬양을 드림은 참으로 옳은 일이며 우리의 기쁨입니다.

여기에서 교회력 절기에 따른 특송을 드린다.
- 그러므로 우리는 하늘의 모든 천사와 성도들과 함께 주님의 거룩하고 영광스러운 이름을 소리 높여 찬양하나이다.
- 거룩하시다(Sanctus)

거룩하시다. 거룩하시다. 거룩하시도다. 만군의 주 하느님, 하늘과 땅에 가득한 그 영광, 높은 데에 호산나.주의 이름으로 오시는 이여, 찬미 받으소서. 높은 데에 호산나.

여기에서 자리에 단정히 앉거나 무릎을 꿇을 수 있다.
- 집전자:모든 영광을 받으실 전능하신 하느님, 지극한 사랑으로 외아들 예수 그리스도를 이 세상에 보내시고, 그리스도께서는 우리의 구원을 위하여 십자가에 달리셨으며 세상의 죄를 없애기 위하여 자신의 몸을 온전한 희생 제물로 드리셨나이다. 또한 그 고귀한 죽음을 기념하도록 성찬의 제사를 세우시고 다시 오실 때까지 이를 행하라 명하셨나이다.자비하신 하느님, 이제 우리의 기도를 들으시고 이 빵과 포도주를 ✛ 성령으로 거룩하게 하시어 우리를 위하여 주 예수께서 말씀하신 구원의 신비가 이루어지게 하소서. 그리스도께서는 수난하신 전날 밤에 빵을 들어 감사의 기도를 드리신 다음, 빵을 떼시고 제자들에게 나누어 주시며 말씀하셨나이다.

받아먹으라. 이것은 너희를 위하여 주는 내 몸이니, 나를 기념하여 이 예를 행하라.

또한 잔을 드시고 감사의 기도를 드리신 다음, 그들에게 주시며 말씀하셨나이다.
받아 마시라. 이것은 죄를 용서해 주려고 너희들과 많은 사람을 위하여 내가 흘리는 새로운 계약의 피니, 마실 때마다 나를 기억하여 이 예를 행하라.

- 집전자:우리는 신앙의 신비를 선포합니다.

그리스도는 죽으셨고, 그리스도는 부활하셨고, 그리스도는 다시 오십니다.

- 집전자:그러므로 우리는 예수 그리스도의 수난과 죽으심, 부활과 승천하심을 기억하며, 그리스도께서 다시 오실 때까지 이 빵과 포도주를 감사와 찬양의 제물로 드리나이다.간절히 구하오니, 정성을 다해 드리는 이 감사제를 받으시고, 온 세상의 교회가 예수 그리스도의 수난과 죽으심으로 이루신 구원을 은총을 얻게 하소서. 또한 우리와 곳곳에서 이 생명의 빵과 구원의 잔을 받는 모든 이들에게 성령을 내리시어 하늘의 축복을 나누게 하시고, 우리 몸과 영혼을 하느님께 드리어 합당한 산 제물이 되며, 예수 그리스도와 한 몸이 되게 하소서. 전능하신 하느님은 그리스도를 통하여, 그리스도와 함께, 그리스도 안에서, 성령과 한가지로 온갖 영예와 영광을 영원토록 받으시나이다.
- 회중:아멘

성공회 기도서 31쪽의 주의 기도로 이어진다.